# Josef Schicho
Josef Schicho (* 12. August 1938 in Tschechoslowakei) ist ein österreichischer Journalist und Autor.

## Leben und Wirken
Josef Schicho wuchs in Deutsch-Beneschau auf, studierte an der Universität Wien Theologie, Soziologie und Psychologie. Er begann seine journalistische Tätigkeit bei der katholischen Nachrichtenagentur Kathpress und kam 1966 zur Linzer Kirchenzeitung, wo er von 1968 bis 1979 die redaktionelle Leitung übernahm. Von 1981 bis 1984 war er innenpolitischer Redakteur bei den Oberösterreichischen Nachrichten. 1985 übernahm er neuerlich bis zu seiner Pensionierung 1995 die Chefredaktion der Linzer Kirchenzeitung.
Schicho engagierte sich neben seiner journalistischen Tätigkeit in der katholischen Erwachsenenbildung und in der katholischen Glaubensinformation und baute ein eigenes Referat für Landpastoral auf. Er war einige Zeit als Pastoralassistent in zwei oberösterreichischen Pfarren aktiv.
Von 1998 bis 1999 war er diözesaner Beauftragter für Privatradio. Er war bis ins hohe Alter als Journalist und Radiomacher beim Freien Radio Freistadt tätig. Er ist verheiratet mit Martha und Vater von vier Kindern und Großvater von neun Enkelkindern.

## Werke als Autor
- Gott empfängt uns immer mit offenen Armen, ein Leitfaden durch den Inhalt des christlichen Glaubens, Linz, 1994
- Mit Maria Hauser: Nur eine kleine Weile: Alltagsgeschichten und Erinnerungen, Linz, 1997
- (Hrsg.) Feierheft für die Begegnung mit Papst Johannes Paul II. Am 25. Juni 1988 in Enns - Lorch, Linz, 1988
- Als Chefredakteur der Linzer Kirchenzeitung verfasste er dort zahlreiche Artikel[3]

## Sendungsgestaltung bei Freies Radio Freistadt
- Radio Freies Freistadt: Sendereihe 30 Minuten Philosophie (2009 bis 2016, gemeinsam mit Roland Steidl). Zum Zeitpunkt der Abfrage waren 147 halbstündige Sendungen zum Nachhören abgespeichert. Cultural broadcasting archive abgefragt am 21. Juni 2019